# Maurice (román)
Maurice je román E. M. Forstera. Jde o milostný příběh mezi dvěma muži v Anglii na počátku dvacátého století a sleduje život Maurice Halla od jeho školních let přes univerzitu a dále. Román byl napsán v letech 1913-1914 a revidován v letech 1932 a 1959-1960. Kniha byla vydána až v roce 1971 po Forsterově smrti, ačkoliv ji Forster ukázal vybraným přátelům, jako byl například Christopher Isherwood. Autor během svého života neusiloval o vydání románu, protože byl přesvědčen, že byl v té době nepublikovatelný.
Forster byl blízkým přítelem Edwarda Carpentera a návštěva v jeho domě v Derbyshiru v roce 1912 Forstera jej podnítila k napsání Maurice. Vztah Carpentera a jeho partnera George Merrilla byl inspirací pro vztah mezi Mauricem a Alecem Scudderem.
Forster se publikování románu bránil kvůli postojům veřejnosti a zákonům vůči stejnopohlavní lásce – v rukopise byla nalezena poznámka, na které stálo: "Publikovatelné, ale stojí to za to?" Forster toužil obzvláště po tom, aby měl jeho román šťastný konec, uvědomoval si ale, že by poté byla kniha příliš kontroverzní. Nicméně už před jeho smrtí se britské názory a zákony změnily.
Z románu vznikla jedna filmová a jedna divadelní adaptace.

## Zápletka
S Mauricem se čtenář poprvé setkává v jeho čtrnácti letech, kdy právě diskutuje se svým učitelem Benem Duciem na základní škole (preparatory school) o sexu a ženách předtím, než postoupí na soukromou střední školu (public school). V duchu tohoto rozhovoru se pak nese celý román, protože pro Maurice si nedokáže představit sňatek se ženou jako cíl života.
Když se Maurice dostane na univerzitu, brzy se spřátelí s jedním ze svých spolužáků Clivem Durhamem, který ho zasvětí do literatury starověkého Řecka o stejnopohlavní lásce. Po dva roky spolu žijí v oddaném partnerství, které před ostatními skrývají. Maurice doufá, že z jejich vzájemné náklonnosti by mohlo vzejít něco víc, ale brzy je jasné, že Clive se chystá oženit, ačkoliv Forster nenechává žádné pochybnosti o tom, že takový sňatek nebude příliš šťastný.
Maurice je rozchodem zničený a nachází si dobré zaměstnání na pozici burzovního makléře. Ve svém volném čase pomáhá s chodem křesťanské boxerské tělocvičny pro chlapce z dělnické třídy v East Endu, ačkoliv své křesťanské přesvědčení kvůli vlivu Clivea dávno opustil.
Maurice si ve snaze "vyléčit se" domluví schůzku s hypnotizérem Laskerem Jonesem. Lasker Jones jeho stav označí jako "vrozenou homosexualitu" a tvrdí, že existuje padesátiprocentní šance na "vyléčení". Po první schůzce je ale jasné, že terapie nefungovala.
Mauricovy nenaplněné touhy mají blíže k realizaci ve chvíli, kdy je pozvaný Durhamovými do Penge, kde pracuje Alec Scudder (v knize se mu obvykle říká pouze Scudder, aby byl jasný rozdíl ve společenském postavení), jenž si Maurice povšimne. Jednou v noci po žebříku vyleze až do Mauriceovy ložnice, když jako jediný uslyší Mauriceovo volání.
Poté, co spolu stráví svoji první noc, Maurice zpanikaří a kvůli tomu, jak se choval k Alecovi, mu Alec vyhrožuje vydíráním. Maurice ještě jednou navštíví Laskera Jonese. Vzhledem k tomu, že si je Jones vědom toho, že terapie nefunguje, navrhne Mauriceovi, aby se přestěhoval do země, ve které platí Code civil, podle něhož není stejnopohlavní náklonnost záležitostí státu. Maurice se zamyslí nad tím, zdali někdy budou stejnopohlavní vztahy v Anglii přijatelné, na což Jones odpoví: "O tom pochybuji. Anglie byla vždy neochotná přijímat lidskou podstatu."
Maurice se v Britském muzeu v Londýně setká s Alecem kvůli údajnému vydírání. V tomto okamžiku je jasné, že se navzájem milují a Maurice Alecovi poprvé řekne jménem.
Stráví spolu další noc, při níž se Maurice dozví, že Alec má lístek na cestu do Argentiny a nehodlá se vracet. Maurice ho požádá, aby s ním zůstal a naznačí mu, že si je vědom toho, že by se musel vzdát svého sociálního a finančního postavení, a dokonce i svého třídního statusu. Alec tuto nabídku ale nepřijme. Maurice popadne vztek, ale když se uklidní, rozhodne se, že se s Alecem půjde rozloučit. Zarazí ho však, když Aleca v přístavu nenajde. Spěchá tedy do Penge, kde se předtím měli setkat v přístřešku pro lodě. Najde tam Aleca, který mu řekne, že mu poslal telegram, v němž mu napsal, že má přijít do přístřešku. Alec změnil názor a nyní chce s Mauricem zůstat.
Maurice navštíví Clivea a poví mu, co se stalo mezi ním a Alecem. Clive na to nedokáže nic říct a neumí to pochopit. Maurice jde do přístřešku, kde doufá, že najde Aleca, jak na něho čeká. Skutečně ho tam najde a pak plánují šťastný společný život.

### Původní konec
V původních rukopisech se objevuje epilog, ve kterém je zachycen osud Maurice a Aleca. Ten ale Forster nakonec nepoužil, protože se lidem, kterým ho ukázal, nelíbil. Tento epilog je však pořád možné najít v Abinger Edition, tedy ve kompletním nezměněném vydání románu. Toto vydání také obsahuje souhrn rozdílů mezi různými verzemi knihy.
Abinger verze zachovává Mauricovo původní příjmení Hill. (Ačkoliv bylo toto příjmení pro postavu Maurice vybráno předtím, než se geofyzik Maurice Hill vůbec narodil, nemohlo být v knize dále ponecháno jakmile se Maurice Hill stal se posluchačem v King's College v Cambridgi, kde Forster sám studoval.) Epilog dále zachycuje Maurice, jak se o několik let později potkává se svou sestrou Kitty. Alec a Maurice se v tomto okamžiku živí jako dřevaři a Kitty si uvědomí, proč její bratr zmizel. Tato část románu podtrhává extrémní nelibost, kterou Kitty vůči svému bratrovi cítí. Epilog končí ve chvíli, kdy se Maurice a Alec na konci dne objímají a baví se o setkání s Kitty. V tu chvíli se rozhodnout, že musí jít dál, aby se vyhnuli odhalení nebo dalšímu takovému setkání.

## Adaptace
Z románu vznikla filmová adaptace Maurice (1987), kterou režíroval James Ivory. Hlavní roli si v ní zahrál James Wilby jako Maurice, Hugh Grant obsadil roli Clivea a Rupert Graves Aleca.
Divadelní adaptace vznikla pod vedením Rogera Parsleyho a Andyho Grahama a v roce 1998 ji produkovala divadelní společnost SNAP Theatre Company, která svoje turné zakončila v londýnském Bloomsbury Theatre. Další produkce pochází z roku 2010. Zhostil se jí soubor Shameless Theatre Company v divadle Above The Stag Theatre v Londýně. V Americe měl Maurice premiéru 24. února 2012 v New Conservatory Theatre Center v San Franciscu.